# Frank Henry Horn
Frank Henry Horn (* 6. Dezember 1966 in Bremen) ist ein deutscher Rechtsanwalt und Politiker (SPD). Von 2003 bis 2008 war er Mitglied des Niedersächsischen Landtags.

## Leben
Nach dem Abitur im Jahre 1987 und dem anschließenden Wehrdienst studierte Horn Rechtswissenschaften an der Universität Bremen. Sein Referendariat machte er in Oldenburg und legte 1999 sein Zweites juristisches Staatsexamen ab. Seitdem ist er als selbständiger Rechtsanwalt tätig.

## Politik
1983 trat Horn in die SPD ein. Von 2001 bis 2011 war er Ratsherr der Gemeinde Lastrup und zog 2003 über die Landesliste seiner Partei in den Niedersächsischen Landtag ein. Bei der Landtagswahl 2008 verpasste Horn den erneuten Einzug. Bei der Kommunalwahl 2011 kandidierte er – trotz guter Chancen auf eine Wiederwahl – nicht erneut und zog sich aus der aktiven Politik zurück. Ende 2012 trat Horn aus der SPD aus. 
| Personendaten    | Personendaten                              |
| ---------------- | ------------------------------------------ |
| NAME             | Horn, Frank Henry                          |
| KURZBESCHREIBUNG | deutscher Rechtsanwalt und Politiker (SPD) |
| GEBURTSDATUM     | 6. Dezember 1966                           |
| GEBURTSORT       | Bremen                                     |